# Lorettoslaget
Lorettoslaget, även benämnt andra slaget vid Artois, var ett slag under första världskriget och utkämpades från maj till juni 1915 i området kring Lens och Arras. Ententen anfördes av bland andra Douglas Haig och tyskarna av Rupprecht av Bayern. Namnet på slaget kommer av kapellet Notre-Dame-de-Lorette, beläget norr om Arras. Förlusterna i detta slag var för fransmännen 102 500 varav 35 000 döda, drygt 27 000 för engelsmännen och drygt 73 000 för tyskarna.